# 羅嘉仁
羅 嘉仁（ロー・ジャーラン、1986年4月7日 - ）は、 台湾（中華民国）の屏東県出身のプロ野球選手（投手）。右投右打。味全ドラゴンズ に所属している。

## 経歴

### アマチュア時代
2008年には北京オリンピックの野球チャイニーズタイペイ代表に選出された。

### アストロズ時代
2008年11月7日にヒューストン・アストロズと契約。台湾出身の選手でアストロズと契約した初めての選手となった。
2009年開幕前3月に開催された第2回ワールド・ベースボール・クラシック(WBC)のチャイニーズタイペイ代表に選出された。ただし、登板する事は無かった。
2012年11月20日に40人枠入りを果たした。
2013年3月25日にAA級コーパスクリスティへ異動。7月29日にメジャー初昇格を果たし、7月31日のボルチモア・オリオールズ戦でメジャーデビュー。11点リードの8回裏から登板し、1回を投げ2安打無失点1奪三振に抑えた。この年は19試合に登板し、0勝3敗2セーブ、防御率4.19だった。
オフの11月に台湾で開催された「2013 BASEBALL CHALLENGE 日本 VS チャイニーズ・タイペイ」のチャイニーズタイペイ代表に選出された。
2014年4月5日に40人枠を外れ、AAA級オクラホマシティ・レッドホークスへ降格した。5月27日に解雇された。

### 義大・富邦時代
2014年6月23日に台湾プロ野球のドラフト会議で義大ライノズ(のちの富邦ガーディアンズ)の1位指名を受け、8月5日に1年契約で入団。
オフの9月に開催された仁川アジア競技大会のチャイニーズタイペイ代表に選出された。
2015年9月30日に第1回WBSCプレミア12のチャイニーズタイペイ代表に選出された。同大会試合中に右肩関節唇の損傷という投手生命を脅かすケガに見舞われた。
2016年は前述の怪我で全休した。
2019年のオフに戦力外通告を受けた。

### 味全時代
2019年12月31日に味全ドラゴンズに入団する事が決まった。背番号は19。
2020年は二軍で33試合に投げ1勝2敗、防御率4.47を記録した。
チームが一軍に参加した2021年は、右肘の負傷の為一軍での登板はなく、シーズン終了後に選手登録を抹消され、リハビリコーチに就任した。
2023年8月30日に選手登録され、2シーズン振りの現役復帰となった。
2024年からは再びコーチ専任となる。

## プレースタイル
スリークォーターから平均94-95mph（約151-153km/h）の速球とカーブが武器、主にリリーフとして活躍する。マイナーリーグで、速球は最速100mph（約161km/h）を記録した。

## 詳細情報

### 年度別投手成績
| 年 度     | 球 団     | 登 板 | 先 発 | 完 投 | 完 封 | 無 四 球 | 勝 利 | 敗 戦 | セ 丨 ブ | ホ 丨 ル ド | 勝 率 | 打 者 | 投 球 回 | 被 安 打 | 被 本 塁 打 | 与 四 球 | 敬 遠 | 与 死 球 | 奪 三 振 | 暴 投 | ボ 丨 ク | 失 点 | 自 責 点 | 防 御 率 | W H I P |
| --------- | --------- | ----- | ----- | ----- | ----- | -------- | ----- | ----- | -------- | ----------- | ----- | ----- | -------- | -------- | ----------- | -------- | ----- | -------- | -------- | ----- | -------- | ----- | -------- | -------- | ------- |
| 2013      | HOU       | 19    | 0     | 0     | 0     | 0        | 0     | 3     | 2        | 1           | .000  | 84    | 19.1     | 14       | 2           | 13       | 0     | 0        | 16       | 1     | 0        | 9     | 9        | 4.19     | 1.40    |
| 2014      | 義大 富邦 | 12    | 0     | 0     | 0     | 0        | 1     | 0     | 5        | 2           | 1.000 | 58    | 15.2     | 6        | 0           | 4        | 2     | 0        | 19       | 0     | 0        | 0     | 0        | 0.00     | 0.64    |
| 2015      | 義大 富邦 | 49    | 0     | 0     | 0     | 0        | 2     | 5     | 10       | 4           | .286  | 208   | 43.1     | 58       | 2           | 20       | 1     | 1        | 39       | 2     | 0        | 31    | 25       | 5.19     | 1.80    |
| 2017      | 義大 富邦 | 7     | 0     | 0     | 0     | 0        | 0     | 0     | 0        | 2           | ----  | 25    | 5.0      | 6        | 2           | 3        | 0     | 0        | 3        | 0     | 0        | 5     | 4        | 7.20     | 1.80    |
| 2018      | 義大 富邦 | 23    | 0     | 0     | 0     | 0        | 3     | 1     | 0        | 0           | .750  | 96    | 18.1     | 29       | 1           | 11       | 2     | 2        | 5        | 2     | 0        | 19    | 17       | 8.35     | 2.18    |
| 2019      | 義大 富邦 | 3     | 1     | 0     | 0     | 0        | 0     | 0     | 0        | 0           | ----  | 13    | 1.2      | 5        | 2           | 3        | 0     | 0        | 1        | 1     | 0        | 3     | 3        | 16.20    | 4.80    |
| MLB：1年  | MLB：1年  | 19    | 0     | 0     | 0     | 0        | 0     | 3     | 2        | 1           | .000  | 84    | 19.1     | 14       | 2           | 13       | 0     | 0        | 16       | 1     | 0        | 9     | 9        | 4.19     | 1.40    |
| CPBL：5年 | CPBL：5年 | 94    | 1     | 0     | 0     | 0        | 6     | 6     | 15       | 8           | .500  | 400   | 84.0     | 104      | 7           | 41       | 5     | 3        | 67       | 5     | 0        | 58    | 49       | 5.25     | 1.73    |

### 背番号
- 63（2013年）
- 49（2014年 - 2019年）
- 19（2020年 - ）

### 代表歴
- 2008年北京オリンピック野球チャイニーズタイペイ代表
- 2009 ワールド・ベースボール・クラシック・チャイニーズタイペイ代表
- 2014年アジア競技大会野球チャイニーズタイペイ代表
- 2015 WBSCプレミア12 チャイニーズタイペイ代表